# Kelarik Air Mali
Kelarik Air Mali is een bestuurslaag in het regentschap Natuna van de provincie Riau-archipel, Indonesië. Kelarik Air Mali telt 638 inwoners (volkstelling 2010).